# Varun Dhawan
Varun Dhawan (Mumbai, 24 aprile 1987) è un attore indiano.

## Biografia
È figlio del regista David Dhawan e di Karuna Chopra.
Dal gennaio 2021 è sposato con la designer Natasha Dalal.

## Filmografia parziale
- Student of the Year, regia di Karan Johar (2012)
- Main Tera Hero, regia di David Dhawan (2014)
- Humpty Sharma Ki Dulhania, regia di Shashank Khaitan (2014)
- Badlapur, regia di Sriram Raghavan (2015)
- ABCD 2, regia di Remo D'Souza (2015)
- Dilwale, regia di Rohit Shetty (2015)
- Dishoom, regia di Rohit Dhawan (2016)
- Badrinath Ki Dulhania, regia di Shashank Khaitan (2017)
- Judwaa 2, regia di David Dhawan (2017)
- October, regia di Shoojit Sircar (2018)
- Sui Dhaaga, regia di Sharat Katariya (2018)
- Kalank, regia di Abhishek Varman (2019)
- Street Dancer 3D, regia di Remo D'Souza (2020)
- Coolie No. 1, regia di David Dhawan (2020)
- Rocky aur Rānī kī prem kahānī, regia di Karan Johar (2023) - cameo
- Citadel: Honey Bunny – serie TV, 6 episodi (2024)

## Premi
- International Indian Film Academy Awards
  - 2015: "Best Performance in a Comic Role" (Main Tera Hero)
  - 2017: "Best Performance in a Comic Role" (Dishoom)
- Lions Gold Awards
  - 2013: "Favorite Debut (Male)" (Student of the Year)
  - 2018: "Favourite Best Actor" (Badrinath Ki Dulhania)
  - 2019: "Best Actor Par Excellence (Male)" (October)
- BIG Star Entertainment Awards
  - 2016: "Most Entertaining Actor in a Thriller Film – Male" (Badlapur)
  - 2016: "Most Entertaining Actor in an Action Film – Male" (Badlapur)
- Stardust Awards
  - 2013: "Breakthrough Performance – Male" (Student of the Year)
  - 2015: "Best Actor – Comedy/Romance" (Humpty Sharma Ki Dulhania)
- Star Guild Awards
  - 2015: "Best Actor in a Comic Role" (Main Tera Hero)
- Star Screen Awards
  - 2017: "Best Comedian" (Dishoom)
  - 2018: "Best Actor in a Comic Role" (Badrinath Ki Dulhania)
- Zee Cine Awards
  - 2018: "Best Actor (Jury's Choice) – Male" (Badrinath Ki Dulhania)
- Jagran Film Festival
  - 2019: "Best Actor - Male" (October)